# Shure 55SH

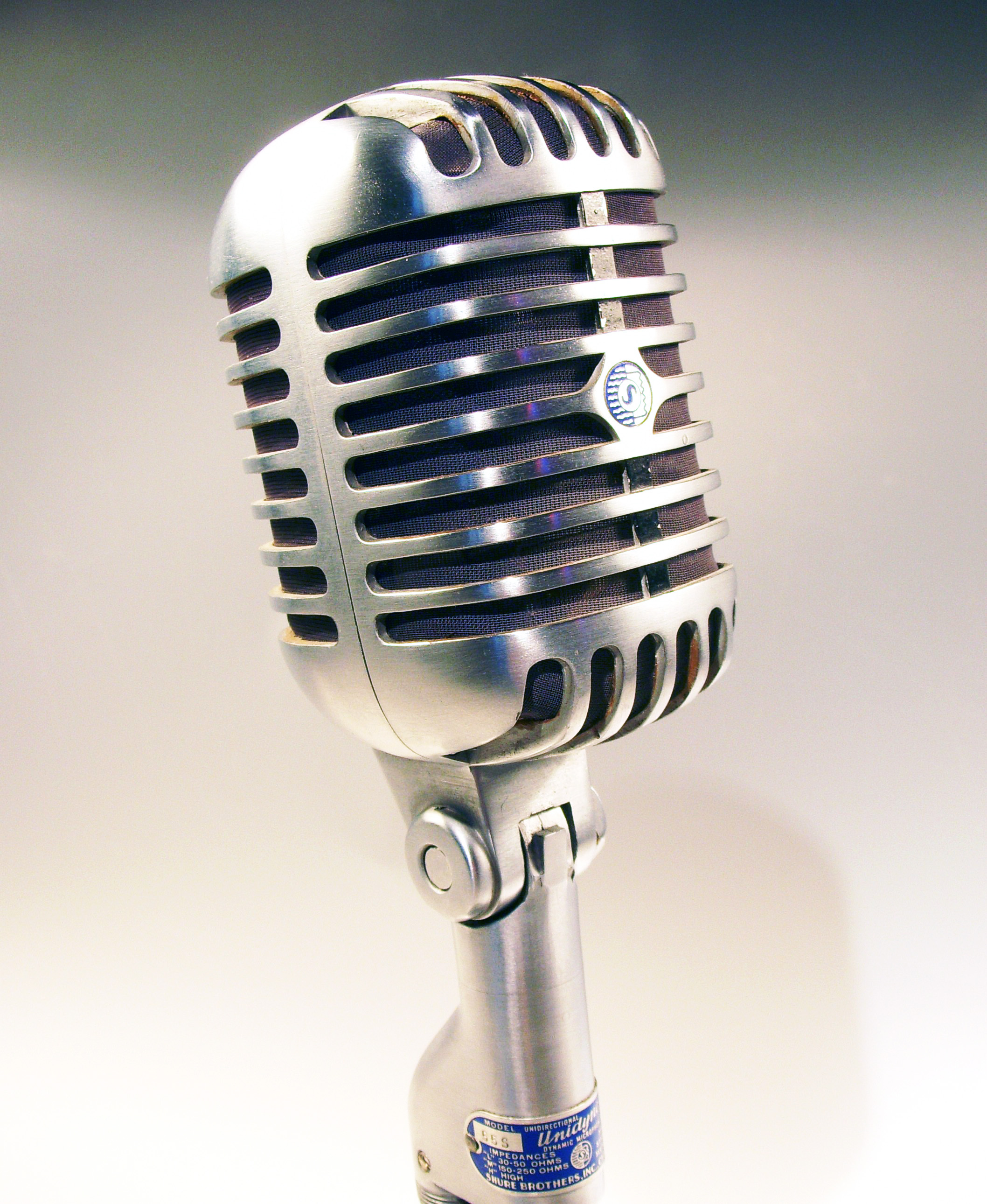
Shure 55S

El Shure 55SH és un micròfon dinàmic cardioide professional que es va utilitzar profusament en aplicacions de radiodifusió des de l'any 1939. Dissenyat per Shure, ha estat descrit com un micròfon estàndard de la indústria, "icònic" pel seu perfecte so i la seva àmplia adopció en ràdio, televisió i estudis d'enregistrament. Des de la dècada de 1940 fins a finals del segle xx va mantenir la seva popularitat en l'entorn professional. Shure va dissenyar el transductor Unidyne el 1939 i després el va millorar enormement el 1959, basant-se en la investigació i el desenvolupament de l'enginyer de Shure, Ernie Seeler.

## Antecedents

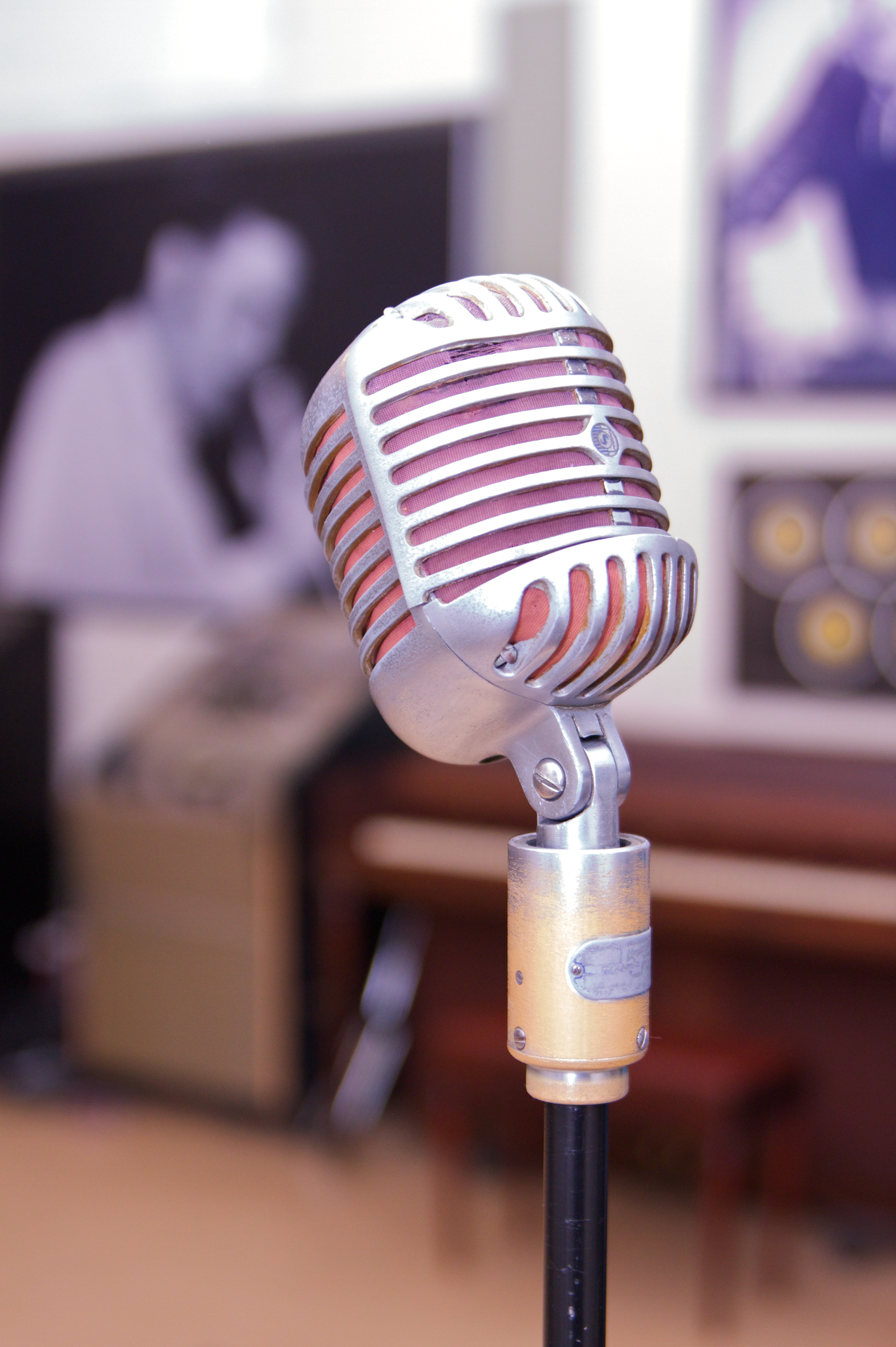
Utilitzat per Elvis, Sun Studio

El 1931, el departament d'investigació de Shure dirigit per l'enginyer Ralph Glover va començar a desenvolupar el primer micròfon de Shure i, l'any següent, es va presentar el micròfon de carboni de dos botons model 33N, fet que va convertir Shure en un dels quatre únics fabricants de micròfons dels EUA. Finalment, el 1939, Shure va presentar el micròfon Unidyne model 55, que es va convertir en un dels micròfons més reconeguts del món.
El 1941, les forces armades dels Estats Units van contractar Shure per subministrar micròfons durant la Segona Guerra Mundial i, l'any següent, el T-17B era el micròfon més utilitzat per l'Exèrcit i l'Armada dels Estats Units. Shure també va fabricar micròfons de gola, auriculars i màscares d'oxigen, i va adoptar l'estàndard militar dels Estats Units per a tots els micròfons de Shure.
Shure va començar a fabricar els seus propis productes el 1932 amb la introducció del micròfon de carboni de dos botons 33N. El Model 40D, el primer micròfon de condensador de Shure, es va introduir l'any següent, i el primer d'una línia de micròfons de cristall, el Model 70, es va introduir el 1935. Amb la introducció del micròfon 55 Unidyne el 1939, l'oferta de l'empresa incloïa micròfons de carboni, de condensador, de cristall i dinàmics. Els micròfons amb fil i sense fil junts representen la categoria més gran del negoci general de Shure.

## Imatge mundial

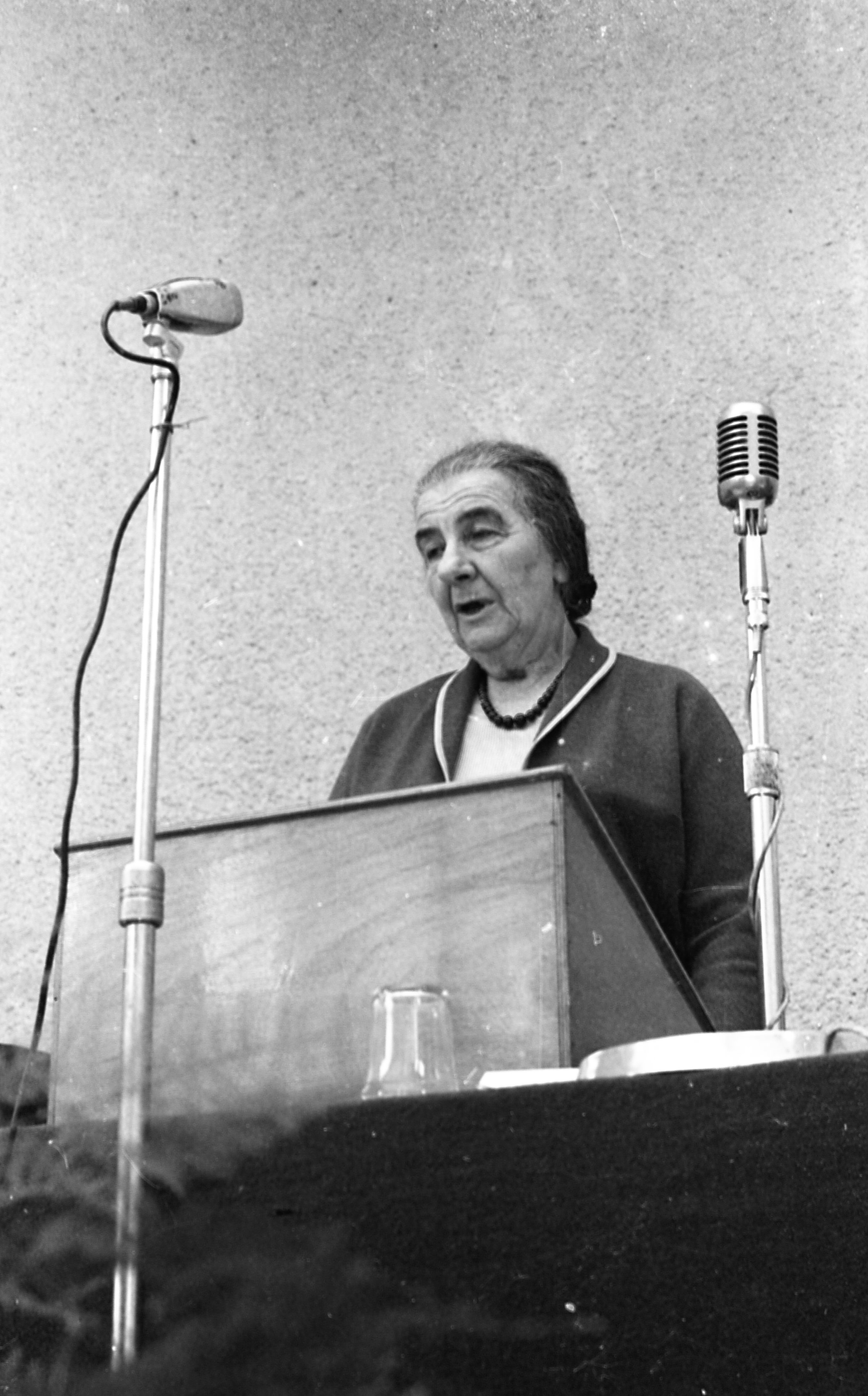
Golda Meïr

La sèrie Unidyne del 55SH és visualment una de les més icòniques de Shure. Ha estat vista en ús per caps d'estat i artistes d'enregistrament i intèrprets populars des de la dècada de 1940 fins a finals del segle xx, inclosent el president John F. Kennedy, Golda Meïr, Ella Fitzgerald i Frank Sinatra El Model 55 Unidyne, o derivats seus, apareixen amb Harry S. Truman a la fotografia on sosté el diari Chicago Tribune amb el titular erroni de primera plana " Dewey Defeats Truman ". També apareix davant Fidel Castro a la portada de l'edició del 19 de gener de 1959 de la revista Life i davant Martin Luther King Jr. mentre pronunciava el seu discurs " Tinc un somni " durant la Marxa d'agost de 1963 a Washington. pel Treball i la Llibertat . El micròfon Shure 55 Unidyne original va ser dissenyat per l'enginyer Ben Bauer i produït per primera vegada el 1939.
Shure va dissenyar el 55 Unidyne com un micròfon resistent per a megafonia amb bon rendiment d'àudio. Es va destacar pel disseny unidireccional d'un sol element, que era més petit, menys susceptible a la retroalimentació i menys sensible al soroll ambiental que altres micròfons de l'època. S'han produït diverses variants de l'Unityne original, sobretot el 55S o "Baby Unidyne". El 55S de vegades es coneix com el "micròfon d'Elvis" per raó del seu ús freqüent per part d'Elvis Presley, i és el micròfon representat amb Elvis al segell commemoratiu de primera classe d'Elvis emès pel Servei Postal dels EUA. el 1993.
El 2008, el micròfon Unidyne Model 55 va ser inclòs al Saló de la Fama de TECnology, i a l'any següent, Shure va llançar el 55SH Sèrie II. El 2009 es va introduir una versió supercardioide, el micròfon vocal Super 55 Deluxe, que presenta un alt guany abans de la retroalimentació i un excel·lent rebuig fora de l'eix i amplia encara més el llegat de més de 70 anys d'Unidyne. Els micròfons de la sèrie 55 van rebre el premi "IEEE Milestone" el 2014.

## Galeria

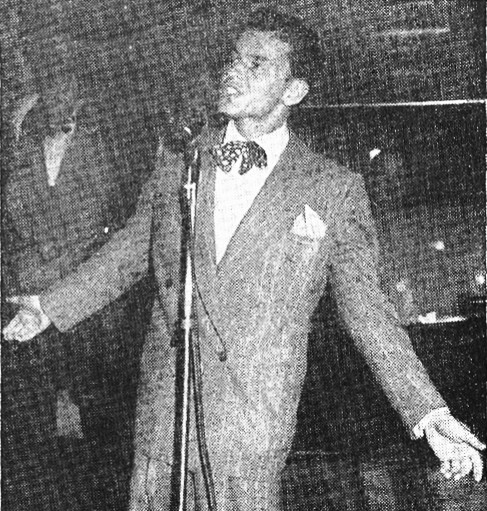
Frank Sinatra, 1945
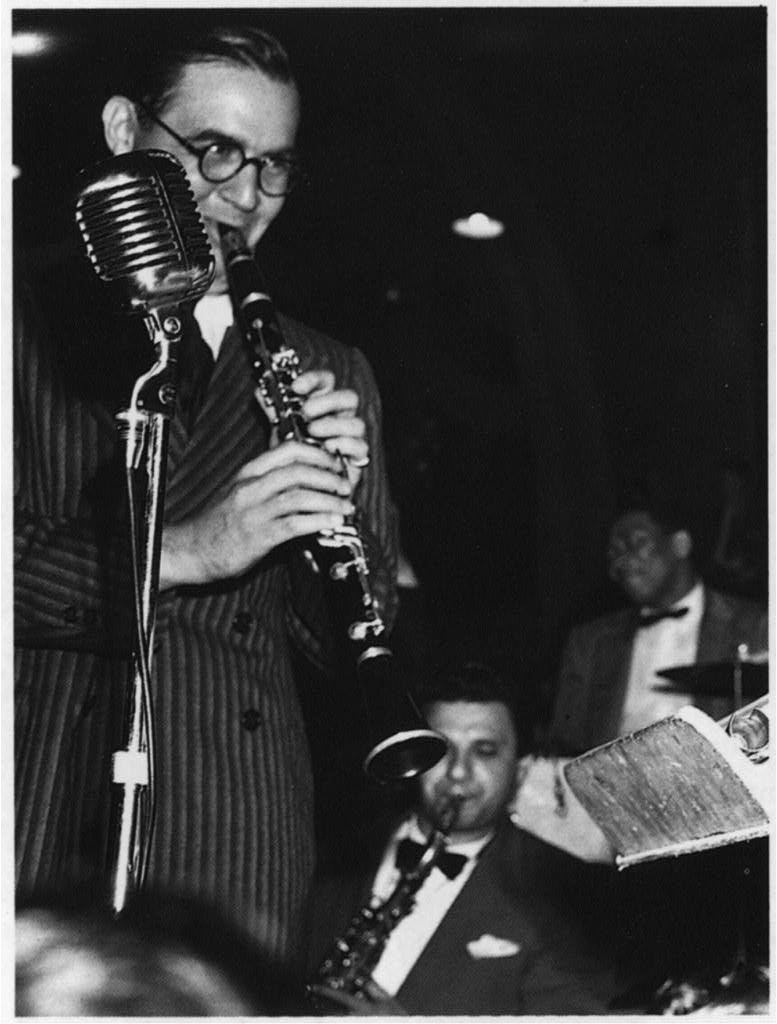
Benny Goodman, 1946
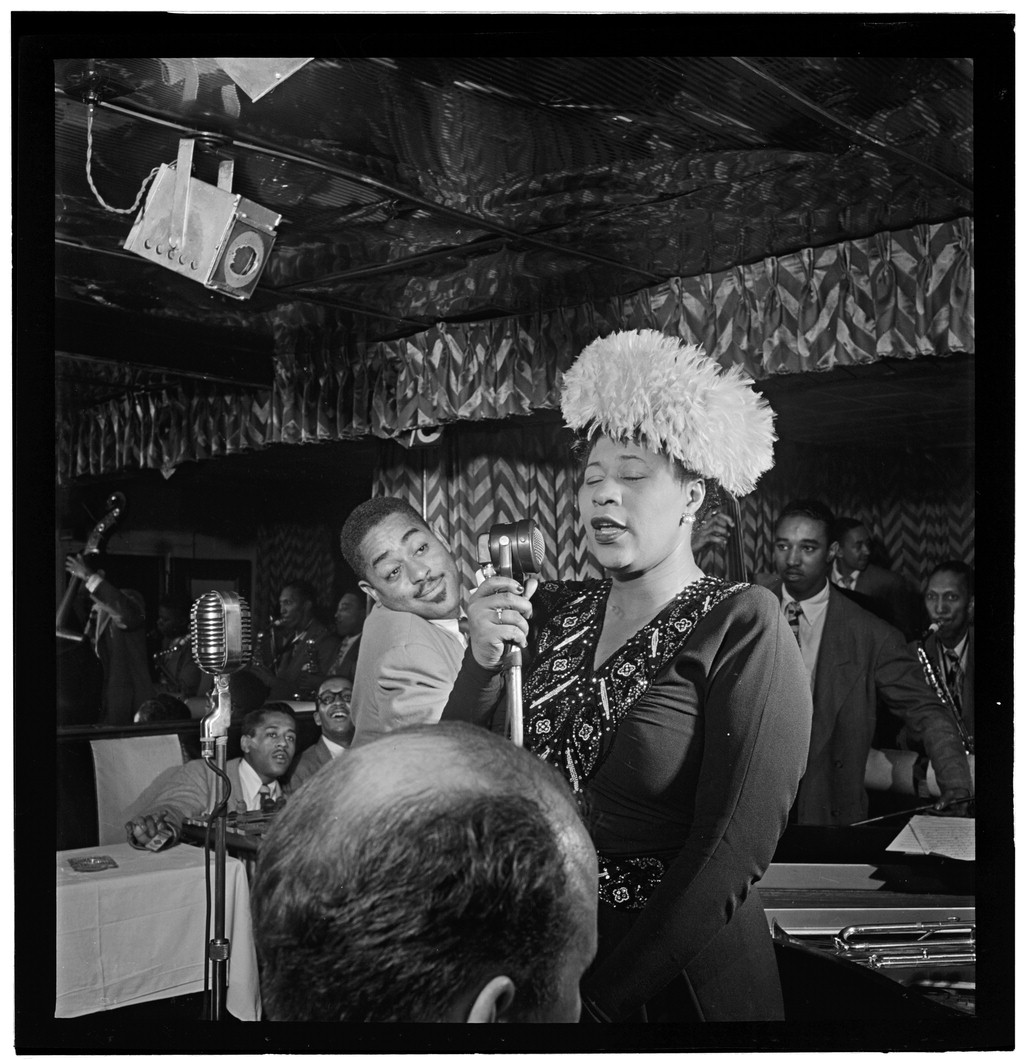
Ella Fitzgerald, 1947
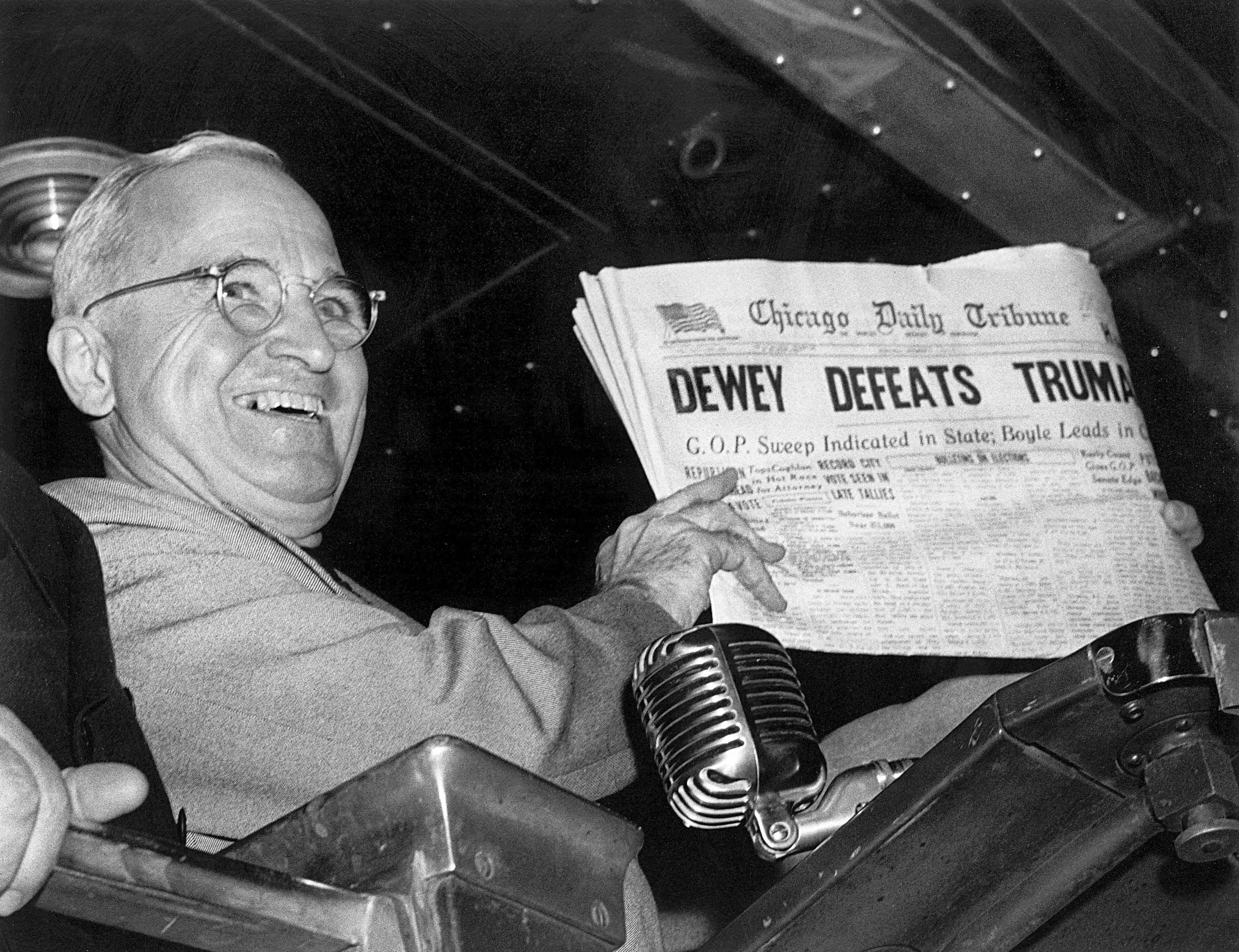
Dewey Defeats Truman, 1948
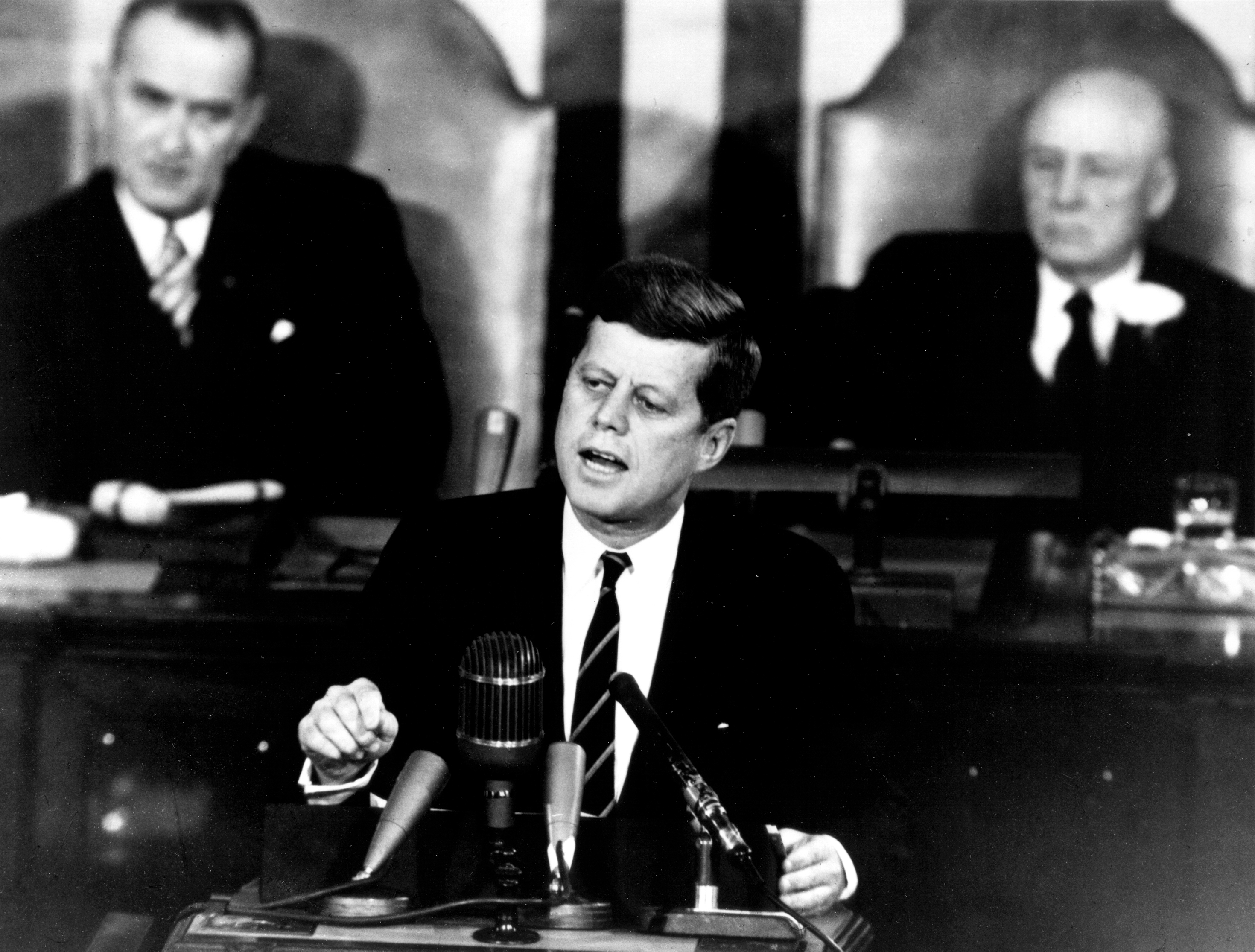
Kennedy: "Congress Historic Speech", 1961

## Especificacions tècniques
Resposta de freqüència
50 a 15,000 Hz
Polaritat
cardioid
Sensibilitat
(a 1.000 Hz voltatge de circuit obert)
-58.0 dBV/Pa (1 Pa = 94 dB SPL)
Impedància
EIA -150 Ω (270 Ω actual)
Polaritat
La pressió positiva al diafragma produeix un voltatge positiu al pin 2 en relació amb el pin 3
Connector
XLR mascle de tres pins
Interruptors
On-off
Pes
0.624 kg (1.37 lb)

## Premis
- 1943-1946: Premi "E" Army-Navy i 3 estrelles "E" per excel·lència en producció atorgats a Shure[3]